# Werner S. Weiglhofer
Werner Siegfried Weiglhofer (* 25. August 1962 in Bruck an der Mur, Steiermark Österreich; † 12. Januar 2003 in Møre og Romsdal, Norwegen) war ein österreichischer Physiker.

## Ausbildung
Weiglhofer studierte an der Technischen Universität Graz Physik. Nachdem er sein Studium 1985 mit dem Diplom in Physik abgeschlossen hatte, promovierte er dort 1986 auf dem Gebiet der Ingenieurwissenschaften mit einer Arbeit zum Thema The Representation of electromagnetic fields in anisotropic media in terms of dyadic Green’s functions (deutsch: Darstellung elektromagnetischer Felder in anisotropen Medien durch dyadische Green’sche Funktionen).

## Beruf
Von 1986 bis 1987 arbeitete Weiglhofer als wissenschaftlicher Assistent an der Technischen Universität Graz. Von 1987 bis 1988 forschte er als Postdoc an der University of Adelaide. Danach ging er an die University of Glasgow. Dort war er in der Abteilung für Mathematik von 1988 bis 1991 wissenschaftlicher Assistent und von 1991 bis 2002 Dozent. 2002 wurde er dort zum ordentlichen Professor für Angewandte Mathematik berufen. 1995 weilte Weiglhofer als Gastprofessor an der Technischen Universität Graz.

## Forschungsinteressen
Weiglhofer forschte zur Magnetohydrodynamik und zum theoretischen Elektromagnetismus komplexer Materialien. Er leistete wesentliche Beiträge auf den Gebieten der Begrenzung  der magnetischen Instabilitäten des rotierenden Plasmas, der Entwicklung des skalaren Hertz-Potentials und der Greenschen Funktion für bianisotropische Materialien, der Wellenausbreitung in strukturell chiralen Materialien, wie zum Beispiel in geformten dünnen Filmen (Sculptured thin film, STF), und zur Homogenisierung von linearen und nichtlinearen Verbundwerkstoffen. Weiglhofer war Mitglied der Redaktionen der Zeitschriften Electromagnetics, Archiv für Elektronik und Uebertrangungstechnik, der American Geophysical Union und der Optical Society of America. Weiglhofer pflegte eine sehr fruchtbare Zusammenarbeit und Freundschaft mit Akhlesh Lakhtakia von der Pennsylvania State University. Aus dieser Beziehung gingen zahlreiche international beachtete Publikationen auf dem Gebiet der elektromagnetischen Theorie komplexer Materialien und ihrer technischen Anwendungen hervor.

## Auszeichnungen
Die International Union of Radio Science zeichnete Weiglhofer 1986, 1989 und 1990 mit dem Young Scientist Award aus. Außerdem erhielt er Förder-Stipendien von der Nuffield Foundation, dem British Council und der Royal Society London. Weiglhofer war Fellow der Royal Society of Edinburgh. Zu seinem Angedenken wurde von der Universität Glasgow der Weiglhofer-Preis gestiftet. Er wird jährlich für das beste Honours-Projekt verliehen.

## Hobbys
Weiglhofer liebte es, in schneebedeckten Bergen mit Schneeschuhen zu wandern. Seine bevorzugten Wandergebiete waren das Schottische Hochland, die Kaskadenkette in Nordamerika, die Alpen und die Berge von Romsdal in Norwegen. Im Januar 2003 kam er bei einer Schneeschuhwanderung am Hang des 1450 Meter hohen Bispen durch eine Lawine ums Leben.

## Familie
Weiglhofer war der Sohn von Erich F. J. Weiglhofer und Heide M. Weigelhofer, geborene Stelzer.

## Veröffentlichungen (Auswahl)
- Werner S. Weiglhofer, Akhlesh Lakhtakia: Introduction to Complex Mediums for Optics and Electromagnetics, SPIE Press, 2003, ISBN 978-0-8194-4947-4
- Werner S. Weiglhofer, Akhlesh Lakhtakia: Complex Mediums II: Beyond Linear Isotropic Dielectrics, SPIE Press, 2001, ISBN 978-0-8194-4181-2
- Werner S. Weiglhofer, Akhlesh Lakhtakia: Complex Mediums, SPIE Press, 2000, ISBN 978-0-8194-3742-6
- Werner S. Weiglhofer, K. A. Lindsay: Ordinary Differential Equations and Applications: Mathematical Methods for Applied Mathematicians, Physicists, Engineers and Bioscientists, Woodhead Publishing, 1999, ISBN 978-1-898563-57-0
- Werner S. Weiglhofer: The summits of the Romsdal Alps = Toppene av Romsdalsalpene, University of Glasgow, 1999